# 莱沃内
莱沃内（義大利語：Levone），是意大利都灵省的一个市镇。总面积5平方公里，人口468人，人口密度93.6人/平方公里（2009年）。ISTAT代码为001133。